# NGC 1034
NGC 1034 ist eine irreguläre Zwerggalaxie mit ausgedehnten Sternentstehungsgebieten vom Hubble-Typ Irr im Sternbild Walfisch südlich des Himmelsäquators. Sie ist schätzungsweise 64 Millionen Lichtjahre von der Milchstraße entfernt und hat einen Durchmesser von etwa 15.000 Lj.
Das Objekt wurde am 12. November 1886 vom US-amerikanischen Astronomen Francis Preserved Leavenworth entdeckt.